# Stroieşti (Suceava)
Stroieşti é uma comuna romena localizada no distrito de Suceava, na região de Bucovina. A comuna possui uma área de 36.84 km² e sua população era de 3441 habitantes segundo o censo de 2007.